# Quincampoix-Fleuzy
Quincampoix-Fleuzy ist eine französische Gemeinde mit 403 Einwohnern (Stand 1. Januar 2022) im Département Oise in der Region Hauts-de-France. Die Gemeinde liegt im Arrondissement Beauvais und ist Teil der Communauté de communes de la Picardie Verte und des Kantons Grandvilliers.

## Geographie
Die Gemeinde am äußersten Rand des Départements liegt unmittelbar südlich von Aumale in den Tälern der Bresle und ihres kleinen rechten Zuflusses, des Ménillet. Fleuzy grenzt unmittelbar an Aumale und liegt unterhalb des Steilufers Larris de Fleuzy, während Quincampoix rund zwei Kilometer südlich von Aumale liegt. Die Bahnstrecke Épinay – Villetaneuse – Tréport – Mers durchzieht die Gemeinde (Bahnhof in Aumale).

## Einwohner
| 1962 | 1968 | 1975 | 1982 | 1990 | 1999 | 2006 | 2011 |
| ---- | ---- | ---- | ---- | ---- | ---- | ---- | ---- |
| 350  | 315  | 318  | 377  | 414  | 426  | 430  | 393  |

## Sehenswürdigkeiten
- Kirche Saint-Samson
- Kriegerdenkmal
- Commonwealth-Gräber auf dem Friedhof

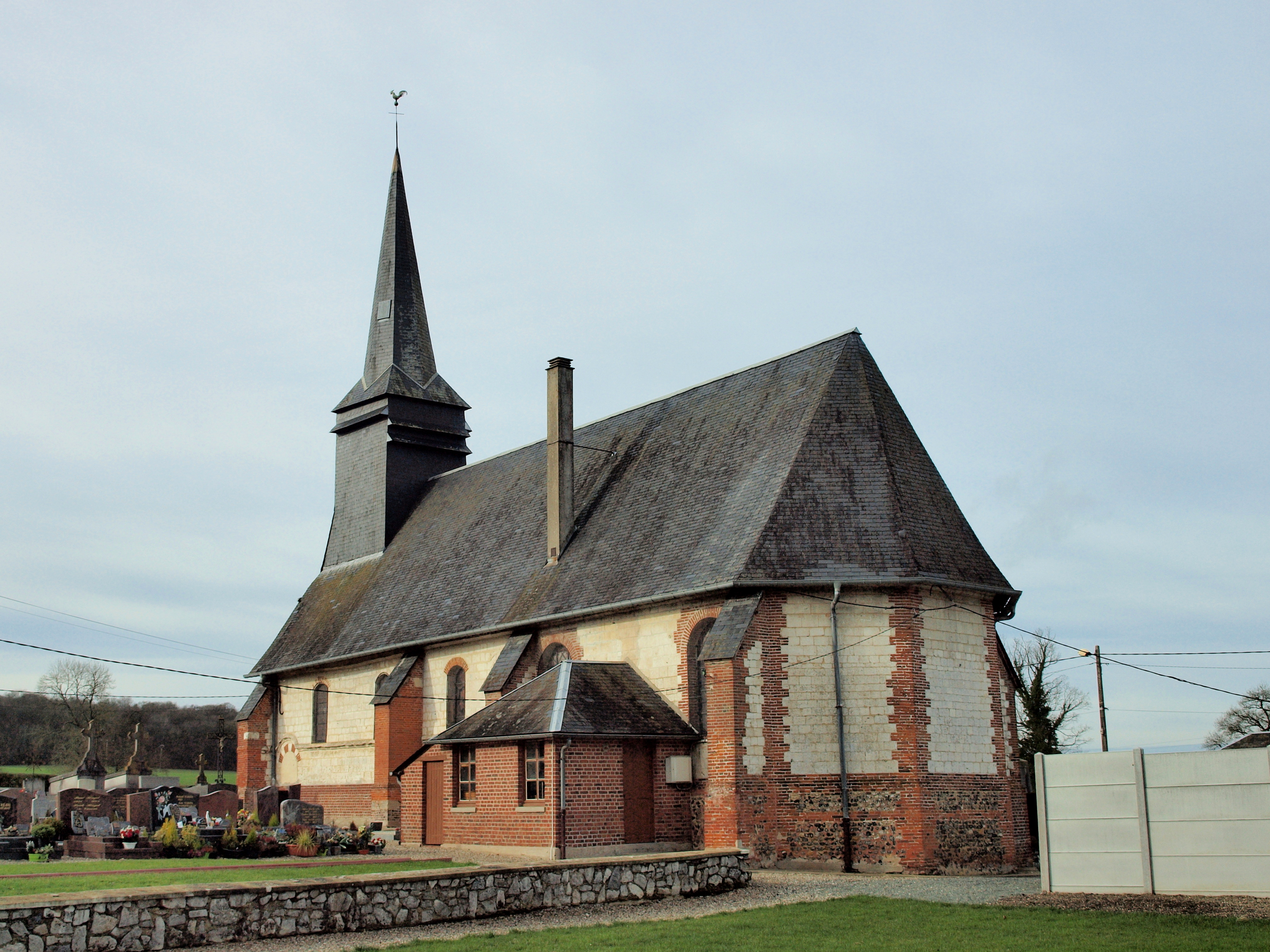
Kirche Saint-Samson